# Pierre Vallery-Radot
Pour les articles homonymes, voir Vallery-Radot.
Félix Édouard Pierre Vallery-Radot, né le 29 avril 1889 dans le 8e arrondissement de Paris et mort le 25 juin 1975 dans le 15e arrondissement de Paris, est médecin assistant des Hôpitaux de Paris, spécialiste des maladies infantiles.

## Biographie
Il était le frère de Jean Vallery-Radot, conservateur en chef de la Bibliothèque nationale, le cousin germain du professeur Louis Pasteur Vallery-Radot, de l'Académie française et de l'écrivain Robert Vallery-Radot.
Ancien interne des Hôpitaux de Paris et chef de clinique à la Faculté, il fut l’élève d'Achille Souques. Docteur en médecine en 1921, il a consacré une partie de sa vie à l'histoire de la médecine.
Il est lauréat du Prix Montyon en 1948 pour Deux siècles d’histoire hospitalière.

## Distinctions
- Officier de la Légion d'honneur (18 aout 1947)[2]
- Croix de guerre 1914–1918
- Médaille de la Résistance française avec rosette (24 avril 1946)[3]

## Publications
- La médecine et les médecins dans l'œuvre de Montaigne - 1942.
- Chirurgiens d'autrefois - éd. R. G. Ricou et OCIA, 1944.
- Deux siècles d'histoire hospitalière de Henri IV à Louis-Philippe (1602-1836). Paris d'autrefois, ses vieux hôpitaux - éd. Dupont, 1947.
- Le Grand mystère, de la cellule à l'homme. Essai sur le problème sexuel - éd. P. Dupont, 1947
- Notre corps cette merveille - éd. Bourrelier, 1952.
- La faculté de médecine de Paris. Cinq siècles d'art et d'histoire (avec Léon Binet) - éd. Masson (Paris), 1952.
- Un habitué de nos hôpitaux - éd. Guillemot et De Lamothe, 1956.
- Toute une époque. 1889-1969- éd. Expansion scientifique française, 1970.

## Sources et bibliographie
- Eloge prononcé par le Pr Huard à la séance du 27 septembre 1975, de la Société Française d'Histoire de la Médecine
- Laurent VALLERY-RADOT, La famille Vallery-Radot, 1575-2014, ascendances et alliances, les familles Süe, Sauvan et Legouvé, 2014. En ligne sur le site de la Médiathèque de l'Institut Pasteur
- Biographie sur Biusante